# Elisabeth Moss

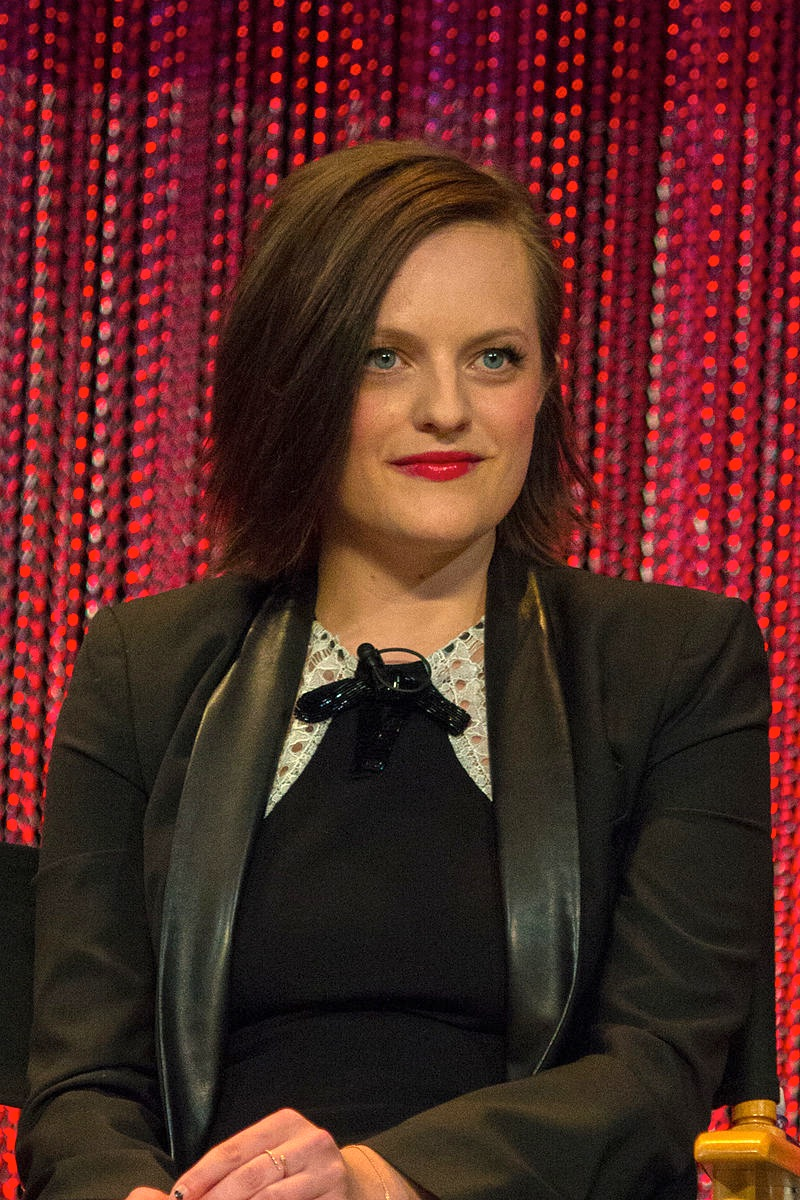
Moss (2014)

Elisabeth Singleton Moss (* 24. Juli 1982 in Los Angeles) ist eine amerikanische Schauspielerin und Filmproduzentin. Ihre bekanntesten Rollen hatte sie in den Serien The West Wing – Im Zentrum der Macht, Mad Men und The Handmaid’s Tale – Der Report der Magd. Sie wurde mit zahlreichen Filmpreisen ausgezeichnet.

## Biografie
Moss ist die Tochter des britischen Musikers Ron Moss und der US-amerikanischen Blues-Musikerin Linda Moss. Schon in jungen Jahren wurde Moss durch die Schauspielerin Bette Davis zur Schauspielerei inspiriert. Ebenfalls ging sie ab dem fünften Lebensjahr dem Ballett nach, besuchte später die renommierte School of American Ballet in New York City und studierte bei Suzanne Farrell am John F. Kennedy Center for the Performing Arts.
Ab Anfang der 1990er Jahre begann Moss in US-Film- und Fernsehproduktionen zu erscheinen. Einem breiten Publikum wurde sie vor allem durch ihre Fernseharbeit bekannt. So übernahm Moss zwischen 1999 und 2006 in 25 Episoden der preisgekrönten Serie The West Wing die Rolle der Präsidententochter Zoey Bartlet. Für die Rolle eines rebellischen und schwangeren Teenagers in Deborah Kampmeiers Independent-Film Virgin (2003) erhielt Moss 2004 eine Nominierung für den Independent Spirit Award. 2002 gab Moss ihr Bühnendebüt mit der Titelrolle in Richard Nelsons Franny’s Way.
Von 2007 bis 2015 gehörte Moss zur Stammbesetzung der 1960er-Jahre-Serie Mad Men. Die Rolle der Peggy Olson, die in einer Werbeagentur von der naiven Sekretärin zur Anzeigentexterin aufsteigt, brachte ihr sechs Emmy- und eine Golden-Globe-Nominierung sowie zwei Screen Actors Guild Awards (gemeinsam mit dem Schauspielensemble um Jon Hamm und January Jones) ein.
2017 war Moss an der Seite von Claes Bang in Ruben Östlunds Satire The Square zu sehen, die beim 70. Filmfestival von Cannes die Goldene Palme erhielt. Im selben Jahr erhielt sie als Executive Producer und Hauptdarstellerin in der Serie The Handmaid’s Tale – Der Report der Magd zwei Emmys sowie erneut einen Golden Globe Award.
Moss heiratete im Oktober 2009 den Saturday-Night-Live-Schauspieler Fred Armisen; die Ehe hielt nur acht Monate. Elisabeth Moss ist als Mitglied von Scientology aufgewachsen.

## Filmografie (Auswahl)

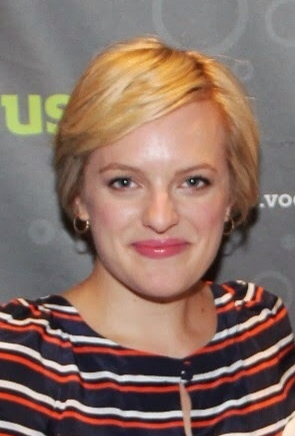
Elisabeth Moss (2013)

- 1992–1995: Picket Fences – Tatort Gartenzaun (Picket Fences, Fernsehserie)
- 1994: Unsere Welt war eine schöne Lüge (Imaginary Crimes)
- 1999: Überall, nur nicht hier (Anywhere But Here)
- 1999: Durchgeknallt (Girl, Interrupted)
- 1999–2006: The West Wing – Im Zentrum der Macht (West Wing, Fernsehserie)
- 2001: Im Schatten der Geister (Spirit, Fernsehfilm)
- 2002: Heart of America
- 2003: Virgin
- 2003: The Missing
- 2005–2006: Invasion (Fernsehserie)
- 2006: Criminal Intent – Verbrechen im Visier (Criminal Intent, Fernsehserie)
- 2007: Grey’s Anatomy (Fernsehserie, Folge 3x19)
- 2007: Ghost Whisperer (Fernsehserie, Folge 3x07)
- 2007–2015: Mad Men (Fernsehserie)
- 2008: The Attic
- 2009: Haben Sie das von den Morgans gehört? (Did You Hear About the Morgans?)
- 2010: Männertrip (Get him to the Greek)
- 2012: On the Road – Unterwegs (On the Road)
- 2013, 2017: Top of the Lake (Fernsehserie, 12 Folgen)
- 2014: The One I Love
- 2015: High-Rise
- 2015: Der Moment der Wahrheit (Truth)
- 2015: Queen of Earth
- 2016: Chuck – Der wahre Rocky (Chuck)
- 2017: The Square
- 2017–2025: The Handmaid’s Tale – Der Report der Magd (The Handmaid’s Tale, Fernsehserie)
- 2018: The Seagull – Eine unerhörte Liebe (The Seagull)
- 2018: Ein Gauner & Gentleman (The Old Man & the Gun)
- 2018: Her Smell
- 2019: Light of My Life
- 2019: Wir (Us)
- 2019: The Kitchen – Queens of Crime (The Kitchen)
- 2020: Shirley
- 2020: Der Unsichtbare (The Invisible Man)
- 2021: The French Dispatch
- 2022: Shining Girls (Fernsehserie)
- 2023: Next Goal Wins
- 2024: The Veil (Fernsehserie)

## Theater
- 2011: The Children’s Hour (Lillian Hellman: Kinderstunde), Comedy Theatre, London (zusammen mit Keira Knightley)

## Auszeichnungen und Nominierungen
Emmy
- 2009: Nominierung als beste Hauptdarstellerin in einer Dramaserie für Mad Men
- 2010: Nominierung als beste Nebendarstellerin in einer Dramaserie für Mad Men
- 2011: Nominierung als beste Hauptdarstellerin in einer Dramaserie für Mad Men
- 2012: Nominierung als beste Hauptdarstellerin in einer Dramaserie für Mad Men
- 2013: Nominierung als beste Hauptdarstellerin in einer Dramaserie für Mad Men
- 2013: Nominierung als beste Hauptdarstellerin in einer Miniserie oder einem Fernsehfilm für Top of the Lake
- 2015: Nominierung als beste Hauptdarstellerin in einer Dramaserie für Mad Men
- 2017: Beste Hauptdarstellerin in einer Dramaserie für The Handmaid’s Tale – Der Report der Magd
- 2017: Beste Dramaserie für The Handmaid’s Tale – Der Report der Magd
- 2018: Nominierung als beste Hauptdarstellerin in einer Dramaserie für The Handmaid’s Tale – Der Report der Magd
- 2018: Nominierung Beste Dramaserie für The Handmaid’s Tale – Der Report der Magd
- 2020: Nominierung Beste Dramaserie für The Handmaid’s Tale – Der Report der Magd
- 2021: Nominierung Beste Dramaserie für The Handmaid’s Tale – Der Report der Magd
- 2021: Nominierung als beste Hauptdarstellerin in einer Dramaserie für The Handmaid’s Tale – Der Report der Magd
- 2023: Nominierung als beste Hauptdarstellerin in einer Dramaserie für The Handmaid’s Tale – Der Report der Magd

Golden Globe Award
- 2011: Nominierung als beste Serien-Hauptdarstellerin – Drama für Mad Men
- 2014: Beste Hauptdarstellerin – Mini-Serie oder TV-Film für Top of the Lake
- 2018: Beste Serien-Hauptdarstellerin – Drama für The Handmaid’s Tale – Der Report der Magd
- 2019: Nominierung als beste Serien-Hauptdarstellerin – Drama für The Handmaid’s Tale – Der Report der Magd
- 2022: Nominierung als beste Serien-Hauptdarstellerin – Drama für The Handmaid’s Tale – Der Report der Magd

Screen Actors Guild Award
- 2008: Nominierung als bestes Schauspielensemble in einer Dramaserie für Mad Men
- 2009: Nominierung als beste Darstellerin in einer Dramaserie für Mad Men
- 2009: Bestes Schauspielensemble in einer Dramaserie für Mad Men
- 2010: Bestes Schauspielensemble in einer Dramaserie für Mad Men
- 2011: Nominierung als beste Darstellerin in einer Dramaserie für Mad Men
- 2011: Nominierung als bestes Schauspielensemble in einer Dramaserie für Mad Men
- 2013: Nominierung als bestes Schauspielensemble in einer Dramaserie für Mad Men
- 2014: Nominierung als beste Darstellerin in einem Fernsehfilm oder Miniserie für Top of the Lake
- 2018: Nominierung als beste Darstellerin in einer Dramaserie für The Handmaid’s Tale – Der Report der Magd
- 2018: Nominierung als bestes Schauspielensemble in einer Dramaserie für The Handmaid’s Tale – Der Report der Magd
- 2019: Nominierung als beste Darstellerin in einer Dramaserie für The Handmaid’s Tale – Der Report der Magd
- 2019: Nominierung als bestes Schauspielensemble in einer Dramaserie für The Handmaid’s Tale – Der Report der Magd